# Claire Voisin
Claire Voisin (ur. 4 marca 1962 w Saint-Leu-la-forêt) – francuska matematyczka zajmującą się geometrią algebraiczną. W 2016 roku została pierwszą kobietą-matematykiem w Collège de France, gdzie obecnie kieruje Katedrą Geometrii Algebraicznej. Jest członkinią Francuskiej Akademii Nauk oraz kilku innych zagranicznych towarzystw. Otrzymała także kilkanaście nagród, w tym złoty medal Francuskiego Narodowego Centrum Badań Naukowych (CNRS), co stanowi najwyższą nagrodę za badania naukowe we Francji.

## Prace
Znana jest ze swoich prac dotychących geometrii algebraicznej, w których tematem przewodnim jest teoria Hodge'a i jej zastosowania. Na ten temat napisała też kilka książek.   
W 2002 r. Voisin udowodniła, że hipoteza Hodge'a o zwartych rozmaitościach Kahera jest fałszywa. Hipoteza Hodge'a to jeden z siedmiu problemów milenijnych wybranych przez Clay Mathematics Institute w 2000 r., za rozwiązanie których wyznaczono nagrodę w wysokości miliona dolarów amerykańskich.   
Wykazała prawdziwość hipotezy Greene'a dla krzywej uogólnionej, dotyczącej syzygii kanonicznego włożenia krzywej algebraicznej. Zanim udowodniła przypadek ogólny dla hipotezy Greena, był on przedmiotem badań matematyków przez ponad dwie dekady. Pełna hipoteza Greena, dla przypadków dowolnych krzywych, pozostaje wciąż kwestią częściowo nierozstrzygniętą.    
Obaliła także hipotezę Kodairy, za co otrzymała w 2008 r. nagrodę Clay Research Award. Sformułowaną w 1960 hipotezę Kodairy obaliła poprzez pokazanie, że dla wymiarów większych lub równych 4 można skonstruować taką zwartą rozmaitość Kahlera, której nie da się uzyskać przez deformację rozmaitości rzutowej.   
W zakresie całkowej hipotezy Hodge'a poczyniła ważne postępy, które pozwoliły na dokonanie przełomu w rozwiązywaniu problemu Lürotha dotyczącego funkcji rzeczywistych.   

## Nagrody i osiągnięcia
- 1988 – brązowy medal Francuskiego Narodowego Centrum Badań Naukowych[1]
- 1989 – nagroda IBM dla młodych naukowców[1]
- 1992 – Nagroda EMS[7][1]
- 1996 – nagroda Prix Servant Francuskiej Akademii Nauk[8]
- 2003 – nagroda im. Sophie Germain[1]
- 2006 – srebrny medal Francuskiego Narodowego Centrum Badań Naukowych[1]
- 2007 – nagroda Ruth Lyttle Satter Prize Amerykańskiego Towarzystwa Matematycznego za prace nad hipotezą Kodairy oraz rozwiązanie przypadku ogólnego hipotezy Greena[1][9]
- 2008 – nagroda Clay Research Award za obalenie hipotezy Kodairy dotyczącej deformacji zwartych rozmaitości Kählera[6][1]
- 2015 – nagroda Heinz Hopf (przyznawana przez ETH Zürich)[1]
- 2016 – złoty medal Francuskiego Narodowego Centrum Badań Naukowych[10]
- 2017 – (wspólnie z Jánosem Kollárem) Nagroda Shawa w dziedzinie nauk matematycznych[11]
- 2019 – nagroda L’Oréal-UNESCO dla Kobiet i Nauki[2]
- 2024 – Nagroda Crafoorda z matematyki[12]

## Członkostwa
- Członkini zagraniczna Istituto Lombardo (od 2006)[1];
- Członkini Niemieckiej Akademii Przyrodników Leopoldina (od 2009)[1];
- Członkini Francuskiej Akademia Nauk (od 2010)[13];
- Członkini zagraniczna Accademia dei Lincei (od 2011)[14];
- Honorowa członkini Londyńskiego Towarzystwa Matematycznego (od 2012)[15];
- W 2014 roku została wybrana do Academia Europaea[16];
- W maju 2016 r. wybrano ją  na zagraniczną współpracowniczkę National Academy of Sciences[17].

W 1994 wygłosiła wykład sekcyjny, a w 2010 wykład plenarny na Międzynarodowym Kongresie Matematyków.